# Psorotheciopsis (svamp)
Psorotheciopsis är ett släkte av lavar. Psorotheciopsis (svamp) ingår i familjen Asterothyriaceae, ordningen Ostropales, klassen Lecanoromycetes, divisionen sporsäcksvampar och riket svampar.
|                 | Asterothyrium                                                                                |
|                 |                                                                                              |
| Psorotheciopsis | \| \| Psorotheciopsis decipiens \| \| \| \| \| \| Psorotheciopsis patellarioides \| \| \| \| |
|                 | \| \| Psorotheciopsis decipiens \| \| \| \| \| \| Psorotheciopsis patellarioides \| \| \| \| |
|                 | Gyalidea                                                                                     |
|                 |                                                                                              |
|                 | Psorotheciopsis decipiens                                                                    |
|                 |                                                                                              |
|                 | Psorotheciopsis patellarioides                                                               |
|                 |                                                                                              |

|  | Psorotheciopsis decipiens      |
|  |                                |
|  | Psorotheciopsis patellarioides |
|  |                                |